# 艾莉森·利弗
艾莉森·利弗（英語：Alison Lever，1972年10月13日—），澳大利亚女子田径运动员。她曾代表澳大利亚参加1998年英联邦运动会田径比赛，获得女子铁饼铜牌。她也曾参加2000年夏季奥运会。